# Silniční most přes Odru (Ścinawa)
Most přes Odru we Ścinawě, nazývaný také Most Drogowy na Odrze a německy Oder Brücke bei Scinawa, je ocelový příhradový most přes řeku Odra ve městě Ścinawa ve gmině Ścinawa v okrese Lubin v západním Polsku. Nachází se také v Dolnoslezském vojvodství v mezoregionu Obniżenie Ścinawskie v Dolním Slezsku. Spojuje na pravém břehu vesnice Małowice a Iwno se Ścinawou na levém břehu.

## Historie a popis
První dřevěný most závěsné konstrukce s padacím mostem zde byl postaven v 1. polovině 19. století. Na konci 90. let 19. století bylo rozhodnuto o výstavbě nové konstrukce z důvodu špatného technického stavu dřevěného mostu a nedostatečnosti rozpětí padacího mostu pro lodní plavbu. Nový most byl postaven v blízkosti starého mostu v letech 1900 až 1903 a zničen v roce 1945. V letech 1975-1976 byla dřevěná mostovka nahrazena železobetonovou mostovkou z prefabrikovaných panelů a v pozdějších letech byly provedeny další modernizace a renovace mostu.
Současný nýtovaný most, který má uváděnou celkovou délku mostu 350,20 m, se skládá ze dvou samostatných částí na principu Gerberova příhradového nosníku:
- Část nad korytem řeky - ocelová třípolová příhradová konstrukce (55,00 + 89,40 + 55,00 m).
- Část nad záplavovým územím - pětipolová příhradová konstrukce (5× 30,00 m).

Přes most vede silnice č. 337.

## Další informace
Most je celoročně volně přístupný a kromě solniční dopravy je využíván také pro pěší a cyklisty. Vede přes něj turistická poutní trasa Svatojakubská cesta. V sousedství se nachází železniční most.

## Galerie

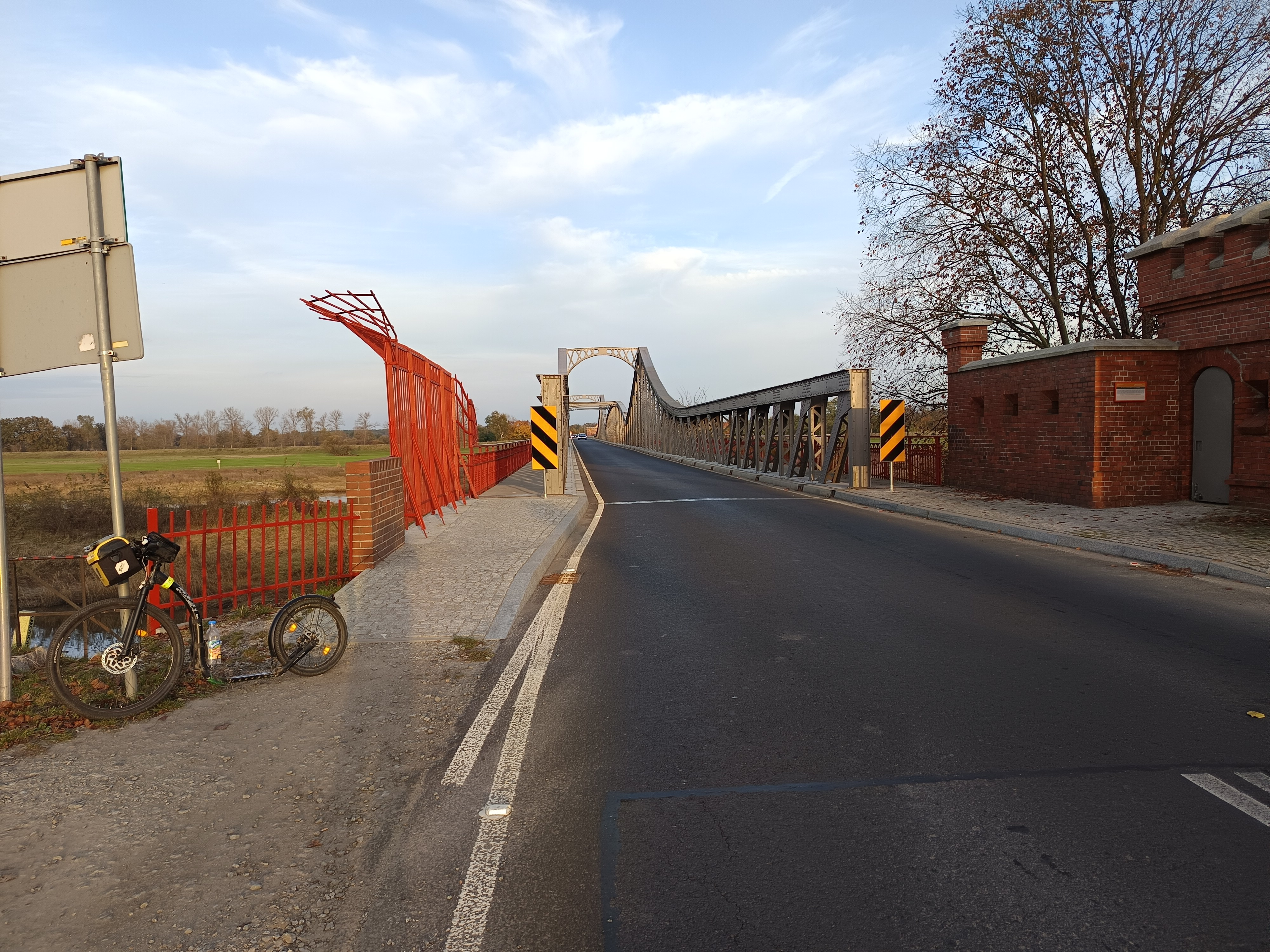
Pohled na most ze Ścinawy
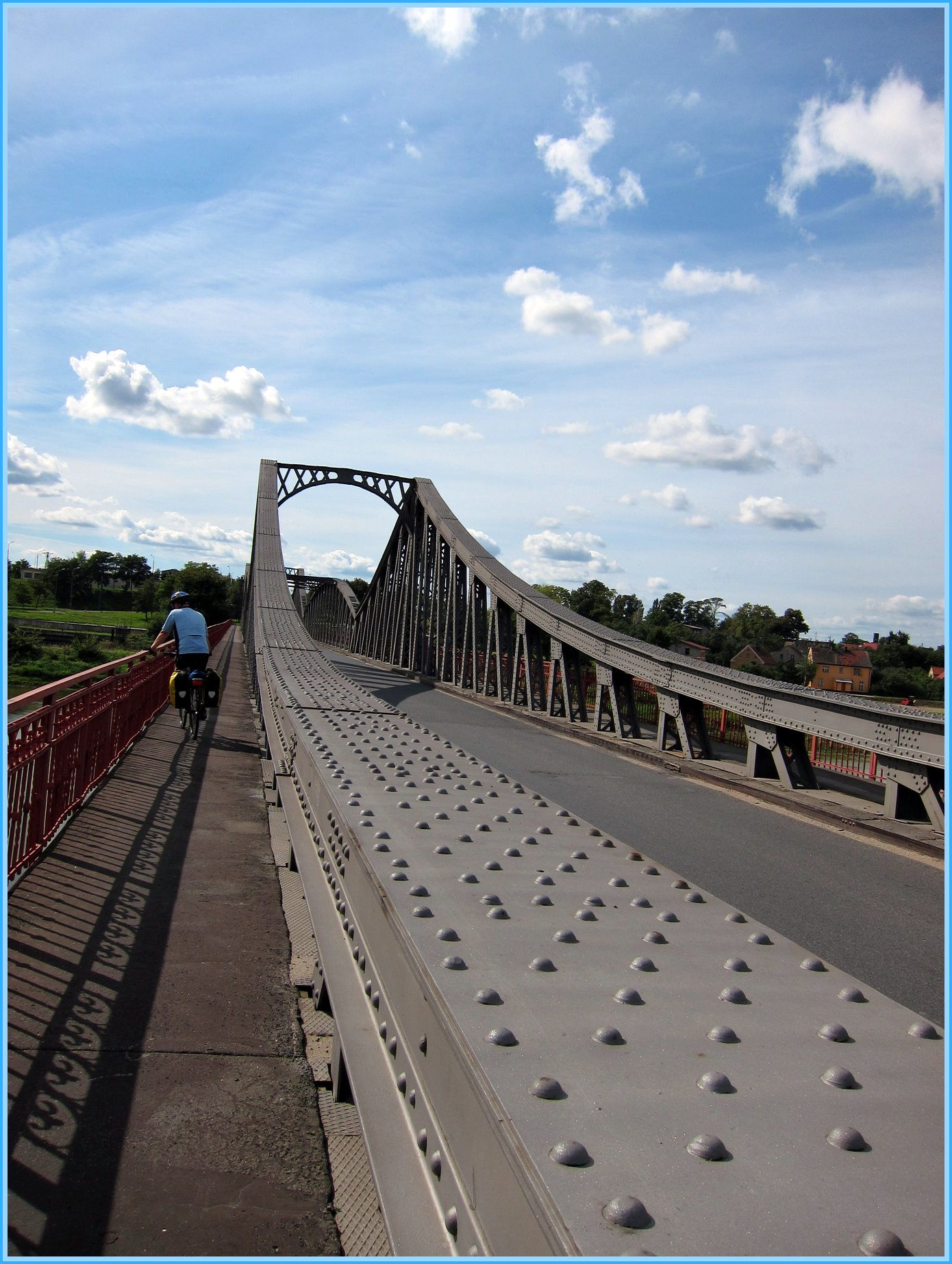
Detail nýtování